# ウェイン・ピヴァック
ウェイン・ピヴァック（Wayne Pivac、1962年9月10日 - ）は、ニュージーランドのラグビーユニオン指導者。現在ジャパンラグビーリーグワンNECグリーンロケッツ東葛のヘッドコーチを務めている。

## プロフィール
- ニュージーランド・オークランド出身[1]。
- 現役時代のポジションはロック(LO)、フランカー(FL)、ナンバーエイト(No.8)。

## 略歴
現役時代はノースハーバーでプレーしていた。
現役引退後、フィジー代表、スカーレッツなどのコーチ。を歴任して、2019年、ウェールズ代表のヘッドコーチに就任。
しかし2022年、オータム・ネイションズシリーズにおいて初めてジョージア代表に敗れるなど不振を極めたため、同年12月ウェールズ代表のヘッドコーチを解任された。
2023年、NECグリーンロケッツ東葛のヘッドコーチに就任。